# Norton megye
Norton megye az Amerikai Egyesült Államokban, azon belül Kansas államban található. Megyeszékhelye és legnagyobb városa Norton. Lakosainak száma 5459 fő (2020. április 1.). Norton megye Furnas, Graham, Harlan, Phillips, Rooks, Sheridan és Decatur megyékkel határos.

## Népesség
A megye népességének változása:
| Lakosok száma | 5660 | 5671 | 5609 | 5622 | 5550 | 5459 |
|               | 2010 | 2011 | 2012 | 2013 | 2015 | 2020 |